# Australiens Grand Prix 1997
Australiens Grand Prix 1997 var det första av 17 lopp ingående i formel 1-VM 1997.

## Resultat
1. David Coulthard, McLaren-Mercedes, 10 poäng
2. Michael Schumacher, Ferrari, 6
3. Mika Häkkinen, McLaren-Mercedes, 4
4. Gerhard Berger, Benetton-Renault, 3
5. Olivier Panis, Prost-Mugen Honda, 2
6. Nicola Larini, Sauber-Petronas, 1
7. Shinji Nakano, Prost-Mugen Honda
8. Heinz-Harald Frentzen, Williams-Renault (varv 55, bromsar)
9. Jarno Trulli, Minardi-Hart
10. Pedro Diniz, Arrows-Yamaha

### Förare som bröt loppet
- Rubens Barrichello, Stewart-Ford (varv 49, motor)
- Mika Salo, Tyrrell-Ford (42, motor)
- Jan Magnussen, Stewart-Ford (36, upphängning)
- Jean Alesi, Benetton-Renault (34, bränslebrist)
- Ukyo Katayama, Minardi-Hart (32, elsystem)
- Giancarlo Fisichella, Jordan-Peugeot (14, snurrade av)
- Jos Verstappen, Tyrrell-Ford (2, snurrade av)
- Ralf Schumacher, Jordan-Peugeot (1, växellåda)
- Jacques Villeneuve, Williams-Renault (0, kollision)
- Eddie Irvine, Ferrari (0, kollision)
- Johnny Herbert, Sauber-Petronas (0, kollision)
- Damon Hill, Arrows-Yamaha (0, gasspjäll)

### Förare som ej kvalificerade sig
- Vincenzo Sospiri, Lola-Ford
- Ricardo Rosset, Lola-Ford